# Franck Boli
Franck Boli (Abiyán, Costa de Marfil, 7 de octubre de 1993) es un futbolista marfileño que juega de delantero y se encuentra sin equipo. 
Es hijo del también futbolista Fulbert Boli.

## Carrera
Firmó por el Stabæk Fotball del Eliteserien el 3 de enero de 2012. El 26 de febrero de 2015 firmó por el Liaoning Whowin de la Superliga de China. En 2016 firmó por el Aalesunds FK, pero finalmente volvió al Stabæk el 20 de diciembre de 2016, firmando un contrato por tres años.

## Clubes
| Club                 | País           | Año       | PJ | Goles |
| -------------------- | -------------- | --------- | -- | ----- |
| Stabæk IF            | Noruega        | 2012-2014 | 82 | 24    |
| Liaoning Whowin      | China          | 2015      | 20 | 0     |
| Aalesunds FK         | Noruega        | 2016      | 27 | 7     |
| Stabæk IF            | Noruega        | 2017-2019 | 0  | 0     |
| Ferencváros T. C.    | Hungría        | 2019-2023 |    |       |
| Portland Timbers     | Estados Unidos | 2023      |    |       |
| Atlético de San Luis | México         | 2024-     |    | 2     |

## Palmarés

### Títulos nacionales
| Título              | Club               | País    | Año  |
| ------------------- | ------------------ | ------- | ---- |
| Nemzeti Bajnokság I | Ferencvárosi T. C. | Hungría | 2020 |
| Nemzeti Bajnokság I | Ferencvárosi T. C. | Hungría | 2021 |
| Nemzeti Bajnokság I | Ferencvárosi T. C. | Hungría | 2022 |
| Copa de Hungría     | Ferencvárosi T. C. | Hungría | 2022 |